# Kymera
Les Éditions Kymera sont une maison d'édition française spécialisée dans la publication en français de comics et de bandes dessinées indépendantes anglo-saxonnes.
Cet éditeur a commencé son activité en 2005.
Sa ligne éditoriale aborde différents genres tels que le thriller, la science-fiction, la fantasy, etc.
Les trois lignes principales sont Classic, proposant des titres destinés à un public adulte ; Aventure, avec des albums plus abordables pour le public adolescent ; Créa’ pour les créations françaises et européennes.

## Publications

### LigneClassic
- Les Aventures de Luther Arkwright (Bryan Talbot)
- L’Héritage de Luther Arkwright : Au Cœur de l’empire T. 1-3 (Bryan Talbot)
- Damned (Grant/Zeck)
- La Guerre des mondes (Edginton/D'Israeli)
- Pop Gun War (Farel Dalrymple)
- Scarlet Traces,suite de la guerre des mondes des mêmes auteurs . (Edginton/D’Israeli)
- Starchild (James Owen)
- Strangers in Paradise (Terry Moore) T. 1-3 et 8-14
- Zed T. 1 (Michel Gagné)

### LigneAventure
- Runners (Sean Wang)
- 100 Girls (Adam Gallardo) T.1

### LigneKymera Créa’
- Necronomicon (Patrice Woolley)

### Les autres labels
En 2007, Kymera s'est diversifié en lançant les labels Drakosia (consacrés à la bande dessinée asiatique) et Outworld (romans et para-BD).